# Andrena distinguenda
Andrena distinguenda är en biart som beskrevs av Schenck 1871. Andrena distinguenda ingår i släktet sandbin, och familjen grävbin. Inga underarter finns listade i Catalogue of Life.